# Ніви-Ютрошевські
Ніви-Ютрошевські (пол. Niwy Jutroszewskie) — село в Польщі, у гміні Ґрабиця Пйотрковського повіту Лодзинського воєводства.
У 1975-1998 роках село належало до Пйотрковського воєводства.